# Cuaxicala
Cuaxicala är en ort i Mexiko.   Den ligger i kommunen Huauchinango och delstaten Puebla, i den sydöstra delen av landet, 150 km nordost om huvudstaden Mexico City. Cuaxicala ligger 1 479 meter över havet och antalet invånare är 774.
Terrängen runt Cuaxicala är kuperad åt sydost, men åt nordväst är den bergig. Runt Cuaxicala är det ganska tätbefolkat, med 192 invånare per kvadratkilometer. Närmaste större samhälle är Huauchinango, 7,8 km söder om Cuaxicala. I omgivningarna runt Cuaxicala växer i huvudsak blandskog.